# Mess (cours d'eau)
Pour les articles homonymes, voir Mess.
La Mess est un ruisseau du Luxembourg, dans les canton de Capellen et d'Esch-sur-Alzette, et un affluent de l'Alzette, donc un sous-affluent du Rhin par la Sûre et la Moselle.

## Géographie
Elle prend sa source sur la commune de Dippach, au nord-ouest du village de Schouweiler, à la limite de la forêt Schullerboesch à l'altitude 352 mètres,.
Elle traverse les villages de Sprinkange, Bettange-sur-Mess, puis, la localité de Reckange-sur-Mess et les villages de Ehlange-sur-Mess, Wickrange, et Pontpierre, avant de se jeter dans l'Alzette, dans le canton d'Esch-sur-Alzette près de Bergem et à l'ouest de Huncherange, sur la commune luxembourgeoise de Mondercange, au centre équestre de Lameschermillen, à l'altitude 277 mètres.

## Communes et cantons traversés
La Mess traverse trois communes et deux cantons :
- dans le sens amont vers aval : Dippach (source), Reckange-sur-Mess, Mondercange (confluence)

Soit en termes de cantons, la Mess prend source dans le canton de Capellen, et conflue dans le canton d'Esch-sur-Alzette.

## Toponymes
La Mess a donné son hydronyme à une commune Reckange-sur-Mess et à deux villages : Bettange-sur-Mess, Ehlange-sur-Mess.